# روبي لوفتوس ترخى حلقة مغلاق (السلاح الناري)
 روبي لوفتوس ترخى حلقة المغلاق  هو لوحة للرسام البريطاني لورا نايت 1943 تصور امرأة شابة، روبي لوفتوس (1921-2004)، تعمل في مخرطة صناعية كجزء من المجهود الحربي البريطاني في الحرب العالمية الثانية. كلف برسم اللوحة من قبل اللجنة الاستشارية الفنانين الحرب (WAAC)، وهي الآن جزء من المجموعة الفنية لمتحف الحرب الإمبراطوري. جلبت هذه اللوحة شهرة فورية للوفتوس، وقد تشابهت مع الشخصية الأمريكية «روزي برشام».

## الخلفية
اللجنة الاستشارية لفنانى الحرب قامت بتكليف لورا نايت لرسم لوحة لتعزيز توظيف الإناث لمصانع الذخائر باسم وزارة التموين حيث نمى الشعور بالقلق على مستوى الغياب بين النساء في المصانع. اللوحة الناتجة عن ذلك، أنجزت في خريف عام 1942, هي واحدة من أكبر اللوحات الزيتية في جميع محتوى اللجنة الاستشارية لفنانى الحرب الكامل وأكبر صورة شخصية تم توثيقها خلال الحرب. تم رسمها في مصنع رويال للذخائر في نيوبورت، ساوث ويلز ويظهر امرأة شابة، روبي لوفتوس، تقوم بأداء عمل مفعم بمهارة فائقة على مخرطة صناعية. المكون الذي يجري العمل عليه هو حلقة المؤخرة المزدوجة الماسورة، لمدفع مضاد للطائرات مصمم لاطلاق النار بمعدل عشرين طلقة في الدقيقة الواحدة.
إن عدم الدقة في تشكيل مؤخرة المغلاق يمكن أن يؤدي إلى أن البندقية أو المدفع سوف يدمر تماما عندما يتم الضغط على الزناد. في وقت السلم يمكن أن يوكل تنفيذ هذه المهمة إلى رجل له من الخبرة ثماني أو تسع سنوات ولكن روبي لوفتوس البالغة من العمر 21 عاما نبغت واستوعبت التقنية بعد سنة واحدة أو سنتين من التدريب.

## استقبال الحدث
.

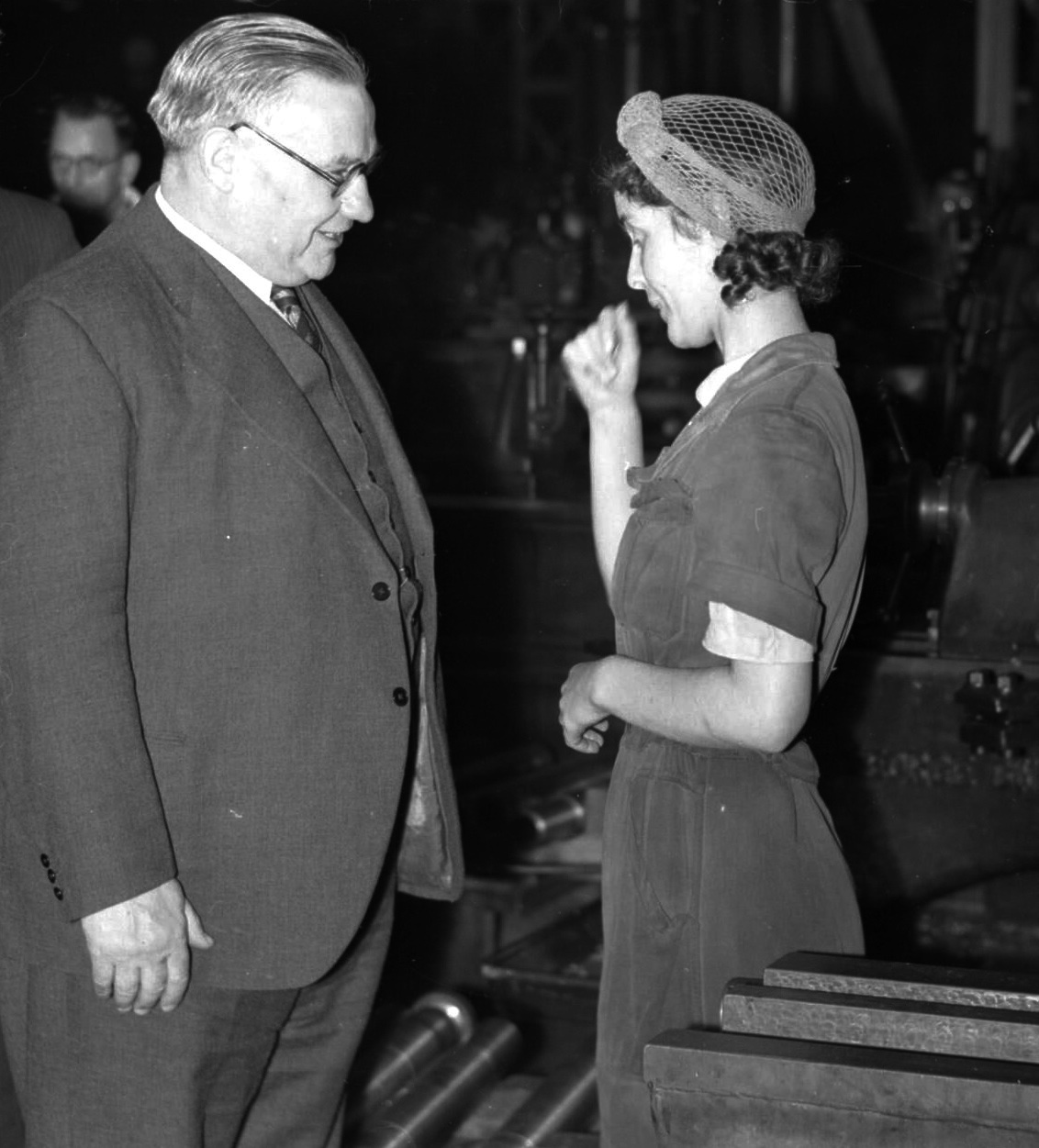
إرنست بيفن يلتقي روبي لوفتوس في رقم 11 المصنع الملكي الذخائر، نيوبورت. IWM (P1947)

عرض على نايت في البداية مبلغ 75 جنيها كعمولة، والتي كانت تعتبر منخفضة جدا للجهد وعناء المشاركة في إنشاء العمل، وقد طلبت أن يتم رفع الرسوم إلى "100 جنيه والمصاريف.. أيهما بلا حدود أقل من ما سوف كنت سأطلبه عن أي عمل لا يرتبط بالحرب. وأجيب طلبها. وظلت نايت في نيوبورت لرسم اللوحة، التي إستغرقت حوالى أربعة أسابيع حيث واصلت روبي العمل على المخرطة.
وقد ظهرت هذه اللوحة لأول مرة في 30 أبريل 1943 في معرض الأكاديمية الملكية الصيفي. في اليوم التالي وقد نشرت في ثماني صحف بريطانية.الأخبار البريطانية باراماونت أنتجت فيلما نشرة إخبارية، تم تصويره قبل يومين من الكشف عن اللوحة، نايت ولوفتوس، ظهرتا في دور السينما البريطانية. وأضحت روبى مشهورة في ليلة وضحاها.وقد أجريت بي بي سي مقابلة معها وظهرت صورتها في الصحف في جميع أنحاء بريطانيا. وقد طبعت هذه اللوحة كنسخة ملصق بواسطة اللجنة الاستشارية لفنانى الحرب
نجاح اللوحة أدى إلى مزيد من العمولات من لجان صناعية لتايت في جميع أنحاء 1940. في عام 1945 قالت انها رسمت  مفتاح يعمل  في مفاتيح إليسون في برمنغهام. وأعقب ذلك لوحات العمليات في مؤشر داو ماك للأعمال الخرسانية والسكك الحديدية وفي المصنع الذي يحمل كرة سكيفكو.

## بعد الحدث
تزوجت لوفتوس وكيل عريف جون غرين في سبتمبر 1943، وأخذت لقب زوجها. بعد الحرب، عرضت على روبي فرصة لاتخاذ مسار الهندسة، لكنها قررت ضد ذلك وهاجرت إلى كندا مع زوجها، واستقرت في نهاية المطاف في وينفيلد، كولومبيا البريطانية. تم تشخيص روبي في وقت لاحق بمرض التصلب المتعدد. في كولومبيا البريطانية، عملت على تعبئة التفاح، في مكتب البريد، ومراسلة لصحيفة محلية. سافر روبي لترى صورتها في لندن متحف الحرب الإمبراطوري في مايو 1962، حيث كانت برفقة لورا نايت. توفي زوج روبي في عام 2003، وتوفيت روبي في يونيو 2004 عن عمر يناهز ال 83.
وقد خصص ثمة مسكن للوفتوس، لوفتوس فيلادج جاردنز، ومن المخطط للموقع أنه مصنع عدد الذخائر رويال 11، حيث موقع اللوحة.
وقد أعيدت اللوحة إلى نيوبورت في عام 2006 عندما تم التخطيط لعرضها كجزء من مشروع تسجيل ذكريات عن النساء اللاتى عملن في مصنع الذخائر الملكي. طوال عامى 2013 و 2014 تم عرض اللوحة في معرض الصور الوطني، لندن ثم في متحف المدينة ومعرض الفنون بليموث، كجزء من معرض صور لورا نايت، قبل إعادتهم إلى متحف الحرب الإمبراطوري في يوليو 2014.

## روابط خارجية
- Ruby Loftus Screwing a Breech Ring at the متحف الحرب الإمبراطوري. Retrieved 7 February 2014.
- Ruby Loftus Screwing a Breech Ring on فنون وثقافة جوجل. Retrieved 7 February 2014.